# 榮光 (繙譯進士)
榮光，石爾得和氏，鑲紅旗蒙古人，清朝政治人物、繙譯進士。
光緒二十年，鄉試中甲午科繙譯舉人。光緒二十四年，登繙譯進士，改庶吉士、會典館幫總校官、國史館協修官。次年，授國史館纂修官。光緒二十九年，任翰林院編修。光緒三十年，升翰林院侍講、協辦院事、功臣館纂修官。光緒三十一年，任功臣館總纂官。光緒三十二年，任日講起居注官、奏辦院事、庶常館提調官、玉牒館纂修官。光緒三十三年，任翰林院侍讀。